# Dworek (Mikołajki Pomorskie)
Dworek (deutsch Höfchen) ist eine Ortschaft in der Landgemeinde (Gmina) Mikołajki Pomorskie (Niklaskirchen) im Powiat Sztumski (Stuhmer Kreis) der polnischen Woiwodschaft Pommern.

## Geographische Lage
Die Ortschaft liegt im ehemaligen Westpreußen, etwa 15 Kilometer südöstlich von Stuhm (Sztum), zwölf Kilometer südwestlich von Christburg (Dzierzgoń) und vier Kilometer nordnordwestlich von Stangenberg (Stążki).

## Geschichte

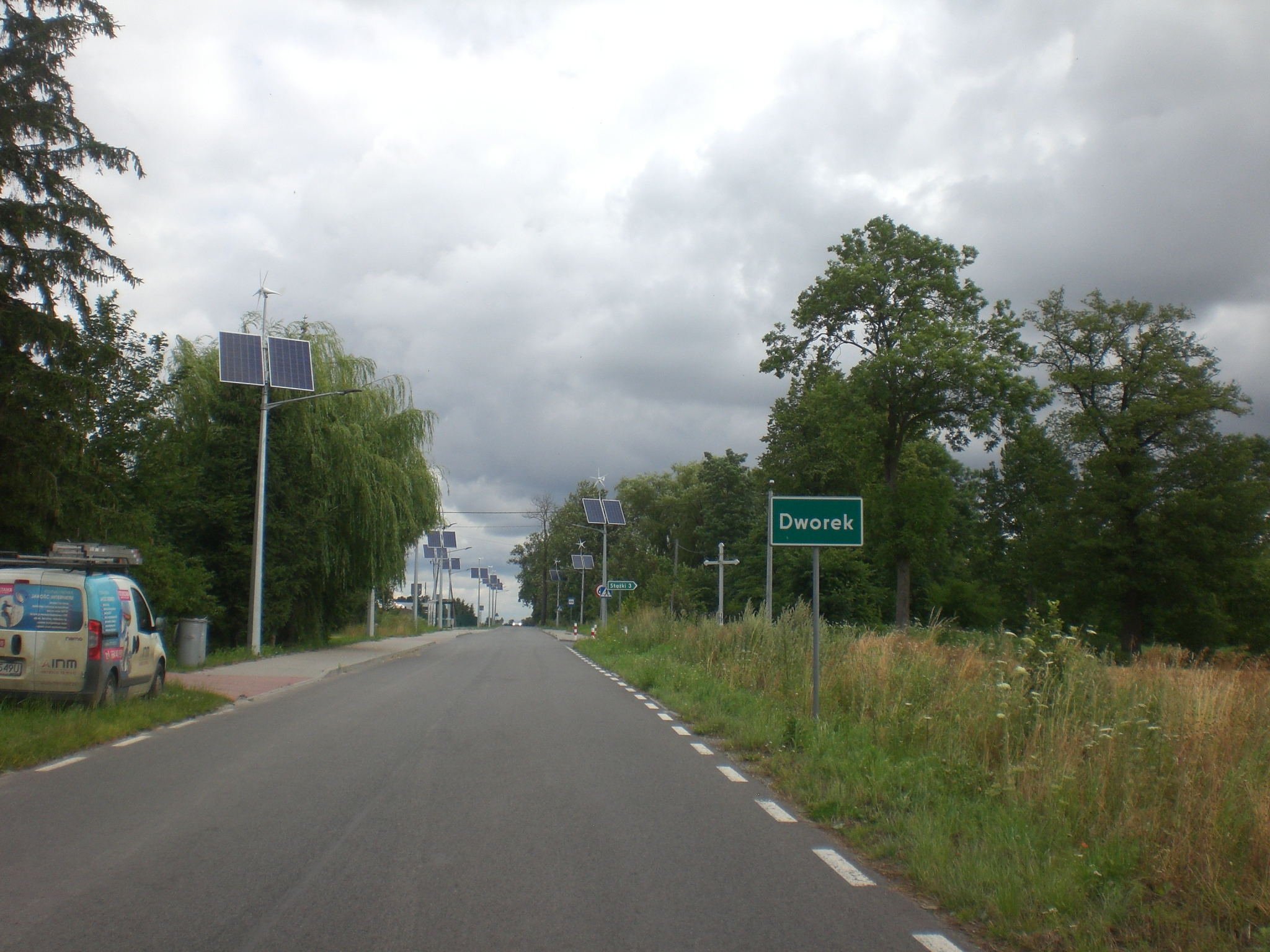
Straße beim Ort (Juli 2022)

Ältere Ortsbezeichnungen sind Stangenaw (1288), Symken oder Stangenaw, auch Shinken (1418), Schinnegke und Symkaw (1518), Dworek (1742) und Hoefke (1773). Höfchen gehörte zum Güter-Komplex Stangenberg. 1418 verlieh der Deutsche Orden die Güter Stangenberg, Pirklitz und Höfchen dem Ritter Jon Swynichen; 1453 wurden diese wiederum dem Orden für 1850 Mark verkauft. In der ersten polnischen Zeit war Stenzel Koska der Besitzer, der sich danach von Stangenberg oder Stemberg nennt.
Im letzten Viertel des 18. Jahrhunderts gehörte Höfchen dem Generalmajor Carl Albrecht Schack von Wittenau. Um 1896 war Graf von Rittberg, Landrat a. D. und Geheimer Regierungsrat, Besitzer des Guts Höfchen, der es an W. Wellman verpachtet hatte. Die Familie Rittberg hatte die Güter Stangenberg, Baalau und Höfchen auch noch 1939 in Besitz.
Am 1. April 1927 betrug die Flächengröße des Gutes Höfchen 401 Hektar.
Der Gutsbezirk Höfchen wurde am 30. September 1929 in die Landgemeinde Pirklitz eingegliedert.

### Demographie
| Jahr | Einwohner | Anmerkungen |
| ---- | --------- | --- |
| 1783 | –         | adliges Vorwerk, vier Feuerstellen (Haushaltungen), in Westpreußen                                                 |
| 1818 | 46        | drei adlige Feuerstellen (Haushaltungen), zur Herrschaft Stangenberg gehörig                                       |
| 1864 | 73        | Gut, davon 41 Evangelische und 32 Katholiken                                                                       |
| 1910 | 89        | Gutsbezirk, am 1. Dezember, darunter 35 Evangelische und 54 Katholiken; zehn Personen mit polnischer Muttersprache |
| 1925 | 87        | am 16. Juni |

## Kirche
Die Protestanten der hier bis 1945 anwesenden Dorfbevölkerung gehörten zur evangelischen Pfarrei Groß Rohdau.